# Макросс
«Макросс» (яп. マクロス Макуросу) — обширная серия фильмов, игр, книг, аниме и манги в жанре меха. Придумана Сёдзи Кавамори из Studio Nue в 1982 году. Франшиза рассказывает об истории Земли и человечества после 1999 года. Состоит из трех телесериалов, четырёх фильмов, шести OVA, одного романа и пяти манг, все спонсированы Big West Advertising.

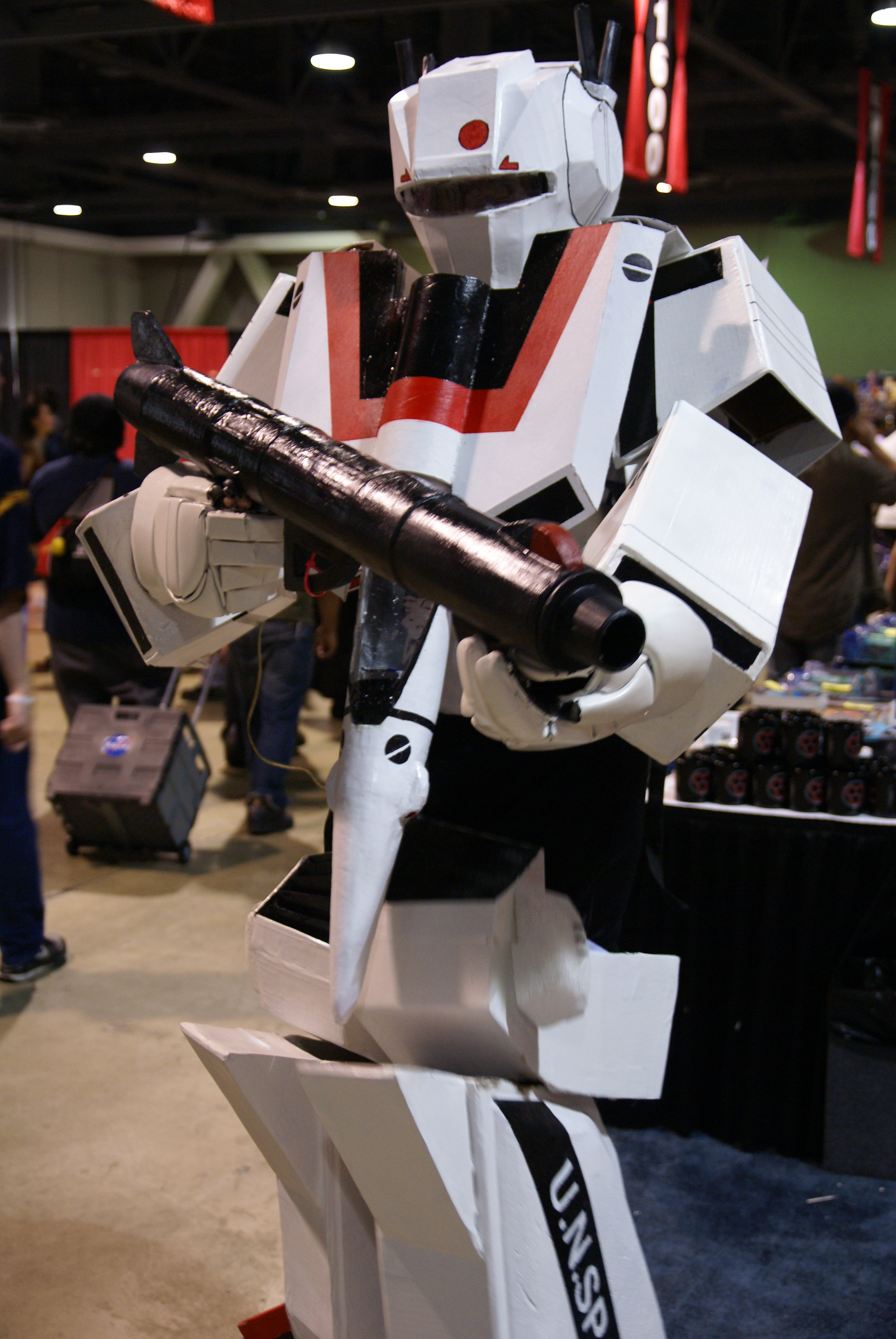
Косплей истребителя VF-1 Valkyrie на фестивале Anime Expo 2007 года.

Во всех произведениях термин Макросс используется для обозначения межзвездного космического корабля SDF-1 Макросс из аниме «Гиперпространственная крепость Макросс».